# Флори Р. Берк
Флори Р. Берк (енгл. Florrie R. Burke) је борац за људска права специјализован за борбу против трговине људима, консултант владиних и невладиних агенција о трговини људима и модерном ропству.

## Биографија

### Борба против трговине људима
Ради са жртвама трговине људима од 1997. године, када је дизајнирала и имплементирала специјализоване социјалне услуге за шездесет глувих Мексиканаца који су држани у ропству у ланцу трговине у Њујорку. Допринела је покретању Програма за борбу против трговине људима Safe Horizon 2001. године и дизајнирала је и имплементирала модел за одговор на трауму у заједници након напада 11. септембра. 
Један је од оснивача и председавајући емеритус Freedom Network, саветник Института за обуку Freedom Network и члан Управног одбора Њујоршке мреже за борбу против трговине људима.
Похађала је бројне обуке, трибине и семинаре у Сједињеним Америчким Државама и иностранству о питањима трговине људима, траумама и мучењу. Ради као стручни сведок у случајевима трговине људима. Чланица је Глобалне иницијативе за обуку о трговини људима при UNODC-у у Бечу.

### Награде
Године 2007. је добила награду Националне службе за препознавање жртава злочина од Министарства правде и Канцеларије за жртве злочина. Награђена је од Министарства правде, Министарства рада Сједињених Америчких Држава и Freedom Network USA годишњом наградом Paul and Sheila Wellstone.
Државни секретар Џон Кери јој је, маја 2013, уручио инаугурациону председничку награду за изузетне напоре у борби против трговине људима, лидерство у борби против модерног ропства кроз развој и пружање свеобухватних услуга, оснаживање преживелих да пређу из ропства у независност и трансформацију политике за искорењивање свих облика трговине људима.